# Capheris crassimana
Espèce
Synonymes
- Cydrela crassimana Simon, 1887
- Capheris haematilis Simon, 1910

Capheris crassimana est une espèce d'araignées aranéomorphes de la famille des Zodariidae.

## Distribution
CCette espèce se rencontre en Namibie, en Angola, au Botswana et en Afrique du Sud.

## Description
Le mâle décrit par Jocqué en 1991 mesure 9,58 mm et la femelle 11,5 mm.

## Publication originale
- Simon, 1887 : Études arachnologiques. 20e Mémoire. XXVIII. Arachnides recuellis dans le sud de l'Afrique par M. le docteur Hans Schinz. Annales de la Société Entomologique de France, sér. 6, vol. 7, p. 369-384 (texte intégral).